# 아와시마 신사 (기타큐슈시)

기타큐슈시

아와시마 신사(淡島神社)는 일본 후쿠오카현 기타큐슈시 모지구에 있는 신사다. 2월 8일에 하는 바늘 축제(바늘 공양) 등이 유명하다. 스쿠나비코나를 제신으로 한다. 스쿠나비코나는 의약이나 재봉과 관련된 신으로 알려져 있다.

## 역사
헤이안 시대 후기의 로쿠조 천황 시대(1165년 ~ 1168년)에 기이국의 엔기시키진묘초인 아와시마 신사로부터 권청되어 창건되었다고 전해지고 있다. 구 경내지에는 수령 800년으로 추정되는 단풍나무(1957년 8월 5일 후쿠오카현 천연기념물 지정)가 있었지만 1958년 개통된 기타큐슈 고속 4호선에 걸려 현재의 장소로 이동되었다.